# Johan Walem
Johan Walem (Zinnik, 1 februari 1972) is een Belgisch voormalig betaald voetballer die uitkwam als linkshalf of als centrale middenvelder. Zijn bijnaam luistert naar Le geomètre (De landmeter). Walem groeide medio jaren 90 uit tot een van de technisch meest begaafde voetballers van België. In 2002 nam hij met België, waarvoor hij 36 interlands afwerkte en twee goals maakte, deel aan het WK onder leiding van bondscoach Robert Waseige. Hij speelde in alle wedstrijden; Walem scoorde op het toernooi tegen Rusland in de groepsfase, België won de wedstrijd met 3–2.

## Spelerscarrière
Johan Walem, een middenvelder, begon in 1980 bij de jeugd van RWDM te voetballen. De kleine speler van de Brusselse club werd al gauw ontdekt en overgenomen door de buren van RWDM, namelijk RSC Anderlecht.
Walem kwam bij RSC Anderlecht in het jeugdelftal terecht met andere bekende spelers zoals Bertrand Crasson. Crasson was een jaar ouder en maakte in 1989 al zijn debuut in het A-elftal van de Brusselaars, Walem deed dit in 1991. Johan Walem werd meteen een vaste waarde bij Anderlecht en hij was amper 19 jaar. Dit bleef niet onopgemerkt en in 1992 won Walem dan ook de trofee voor Jonge Profvoetballer van het Jaar, exact een jaar na zijn vriend en ploegmaat Crasson.
Walem bleef uiteindelijk tot 1997 in het Astridpark voetballen en trok dan net zoals zijn vriend Bertrand Crasson naar Italië. Daar ging Walem spelen voor de subtopper Udinese. Walem speelde twee seizoenen voor Udinese en trok dan voor één seizoen naar AC Parma. In 2000 speelde hij opnieuw voor Udinese. In 2001 kwam Johan Walem opnieuw in België terecht, waar hij ditmaal voor Standard ging voetballen. Bij Standard werd hij een vaste waarde, maar toch besloot de middenvelder om in 2003 terug naar Italië te gaan. Daar speelde hij één seizoen voor Torino, een club uit Serie B. In 2004 begon Walem bij Calcio Catania maar in 2005 zette hij een punt achter zijn carrière als voetballer, hij was toen 33 jaar. Walem speelde ook 36 keer voor de Rode Duivels.

## Trainerscarrière

### Beloftentrainer
Na zijn carrière als voetballer ging Walem net zoals zijn vriend Bertrand Crasson aan de slag als voetbalreporter voor Belgische voetbalwedstrijden. Vanaf 2008 werd hij de beloftetrainer van Anderlecht. Onder zijn toezicht maakten enkele jongeren als Ziguy Badibanga en Romelu Lukaku de overstap naar het eerste elftal. In 2010 werd hij de beloftentrainer van zijn ex-club Udinese.

### België –21 (I)
In februari 2012 volgde hij Francky Dury op als coach van het Belgisch voetbalelftal onder 21. Onder zijn leiding slaagde België er niet om in zich te plaatsen voor het EK onder 21 van 2013 in Israël: in een kwalificatiegroep met Azerbeidzjan, Engeland, IJsland en Noorwegen eindigde België slechts derde, op vijf punten van nummer twee Noorwegen. Wel dient gezegd te worden dat Walem enkel de laatste twee kwalificatiewedstrijden coachte – 1-3-nederlaag tegen Noorwegen en 5-0-zege tegen IJsland – en dat de Belgische beloften onder Dury best wisselvallig presteerden: zo wonnen ze in deze campagne bijvoorbeeld van de uiteindelijke groepswinnaar Engeland, maar gingen op de eerste speeldag ook wel de boot in tegen IJsland, dat in de zeven volgende wedstrijden geen enkel punt meer sprokkelde. Onder andere Michy Batshuayi, Christian Benteke en Thomas Meunier kwamen tijdens dit kwalificatietoernooi in actie voor de Belgische beloften.
Ook voor het EK onder 21 van 2015 in Tsjechië wisten de Belgische beloften zich niet te plaatsen. In een kwalificatiegroep met Cyprus, Italië, Noord-Ierland en Servië eindigde België opnieuw derde, ditmaal met evenveel punten als nummer twee Servië.

### KV Kortrijk
In mei 2015 nam hij uit die functie ontslag om een week later een contract van twee seizoenen te tekenen bij KV Kortrijk als opvolger van Yves Vanderhaeghe. Kortrijk stuurde Walem de laan uit op 8 februari 2016 vanwege teleurstellende resultaten (slechts één overwinning in de laatste negen duels). De club stond op dat moment tiende op de ranglijst. Assistent-trainer Karim Belhocine nam de taken tijdelijk over.

### België –21 (II)
In augustus 2016 keerde hij terug als bondscoach van de Belgische beloften, nadat Enzo Scifo zelf was opgestapt. België had op dat moment al zes van de tien kwalificatiewedstrijden voor het EK onder 21 van 2017 in Polen gespeeld en was na een thuisnederlaag tegen Montenegro naar een gedeelde tweede plaats getuimeld. Walem won zijn eerste twee competitiewedstrijden: eerst ging België met 2-3 winnen bij Malta na een late goal van Björn Engels, en vier dagen later wonnen de Belgen thuis met 2-1 van leider Tsjechië. Door de zege tegen Tsjechië naderde België tot twee punten van de leidersplaats. De Belgen vergooiden echter hun kansen door de twee laatste wedstrijden te verliezen: in Montenegro werd het 3-0 – mede door twee goals van Aleksandar Boljević –, en thuis gingen ze met 0-1 de boot in tegen Letland. België eindigde zo tweede in zijn groep, op vijf punten van leider Tsjechië.
In de eerste volledige kwalificatiecampagne van zijn tweede ambtstermijn had Walem meer succes: met 26 op 30 leidde hij België naar de eerste plaats in een kwalificatiegroep met Cyprus, Hongarije, Malta, Turkije en Zweden, waardoor de beloften zich plaatsten voor het EK onder 21 van 2019 in Italië en San Marino.

### Cyprus
In januari 2020 werd Walem bondscoach van het Cypriotisch voetbalelftal. Door de coronapandemie leidde Walem pas zijn eerste wedstrijd op 5 september 2020: een 0–2 verlies tegen Montenegro. Pas in zijn vijfde interland sprokkelde hij zijn eerste punt: op de vierde speeldag van de UEFA Nations League speelde hij 0-0 gelijk in Azerbeidzjan. Na de 4-0-nederlaag tegen Montenegro was Cyprus veroordeeld tot de play-outs voor degradatie naar de D-divisie van de UEFA Nations League 2022/23.
Uiteindelijk bleef Walem slechts tot november 2020 bondscoach van Cyprus. Walem verloor in acht wedstrijden zes keer, speelde één keer gelijk en won enkel een match: een Nations League-wedstrijd tegen Luxemburg (2–1). Onder zijn leiding maakten Charalambos Kyriakidis, Marinos Tzionis, Loizos Loizou, Andronikos Kakoullis (Omonia Nicosia), Hristos Sielis (APOEL Nicosia), Thomas Ioannou (AEK Larnaca), Alex Gogić (Hibernian FC) en Dimitris Dimitirou (Apollon Limasol) hun interlanddebuut voor Cyprus. Als reden voor zijn vertrek haalde Walem, die een contract tot het WK 2022 had gekregen, "privéredenen" aan.

### RSC Anderlecht (vrouwen)
In maart 2021 werd Walem aangesteld als de nieuwe trainer van het damesteam van RSC Anderlecht. Hij werd er naast trainer ook sportief directeur. Walem werd bij Anderlecht de opvolger van Patrick Wachel, onder wie de Brusselaars vier keer op rij kampioen waren geworden. Walem moest het in het seizoen 2021/22 wel doen zonder Gouden Schoen Tine De Caigny (die een transfer naar 1899 Hoffenheim had versierd) en Kassandra Missipo (die haar contract niet verlengde).
Anderlecht startte het seizoen met een 3-0-zege tegen FC Hayasa in de halve finale van de eerste kwalificatieronde van de Champions League, maar verloor drie dagen later de finale tegen ŽNK Osijek.

## Privé
Johan is de neef van atleet Ruddy Walem.